# Muhsinzade Abdullah Paixà
Abd Al·lah Paixà Muhsin-Zade Txelebi, en turc Muhsinzade Abdullah Paşa (?-1749) fou un home d'estat, gran visir i general otomà fill de Muhsin Celebi, d'una família de mercaders d'Alep.
Va ocupar diversos càrrecs a l'administració i va esdevenir gendre del gran visir Çorlulu Damat Ali Paşa (1707-1710) gaudint llavors del favor de la cort. El 1714 fou enviat a Egipte a causa de la revolta de Kaytas Beg i va aconseguir de sotmetre al rebel i enviar el seu cap a La Porta (el govern otomà). Entre 1715 i 1737 va ocupar altres llocs a l'administració i militars: defterdar de Morea, muhafiz de Lepant (turc: Aynebathi), cap dels kapudji amb rang de paixà, cap de la cancelleria imperial (mishandj), agha dels geníssers, beylerbey de Vidin, beylerbey de Rumèlia, beylerbey de Bòsnia, i serasker de les tropes a Bender. Ocupava aquesta darrer càrrec quan Rússia va envair Crimea (1736) i Àustria amenaçava intervenir als principats danubians, i les converses de Miemirov a Polònia no van reeixir, i en aquest context fou cridat pel soldà Mahmut I al lloc de gran visir (3 d'agost de 1737). Va prendre la direcció de la guerra però no va obtenir els èxits esperats i als quatre mesos fou cridat a Istanbul i destituït; el seu lloc l'ocupà Yeğen Mehmed Paşa (19 de desembre de 1737).
Encara més tard va ser comandant d'alguna fortalesa i governador d'alguna província fins que va morir la primavera del 1749 a Trikala a Tessàlia. El seu fill Muhsinzade Mehmed Paşa va signar el Tractat de Küçük Kaynarca el 1774.